# Legio VI Victrix

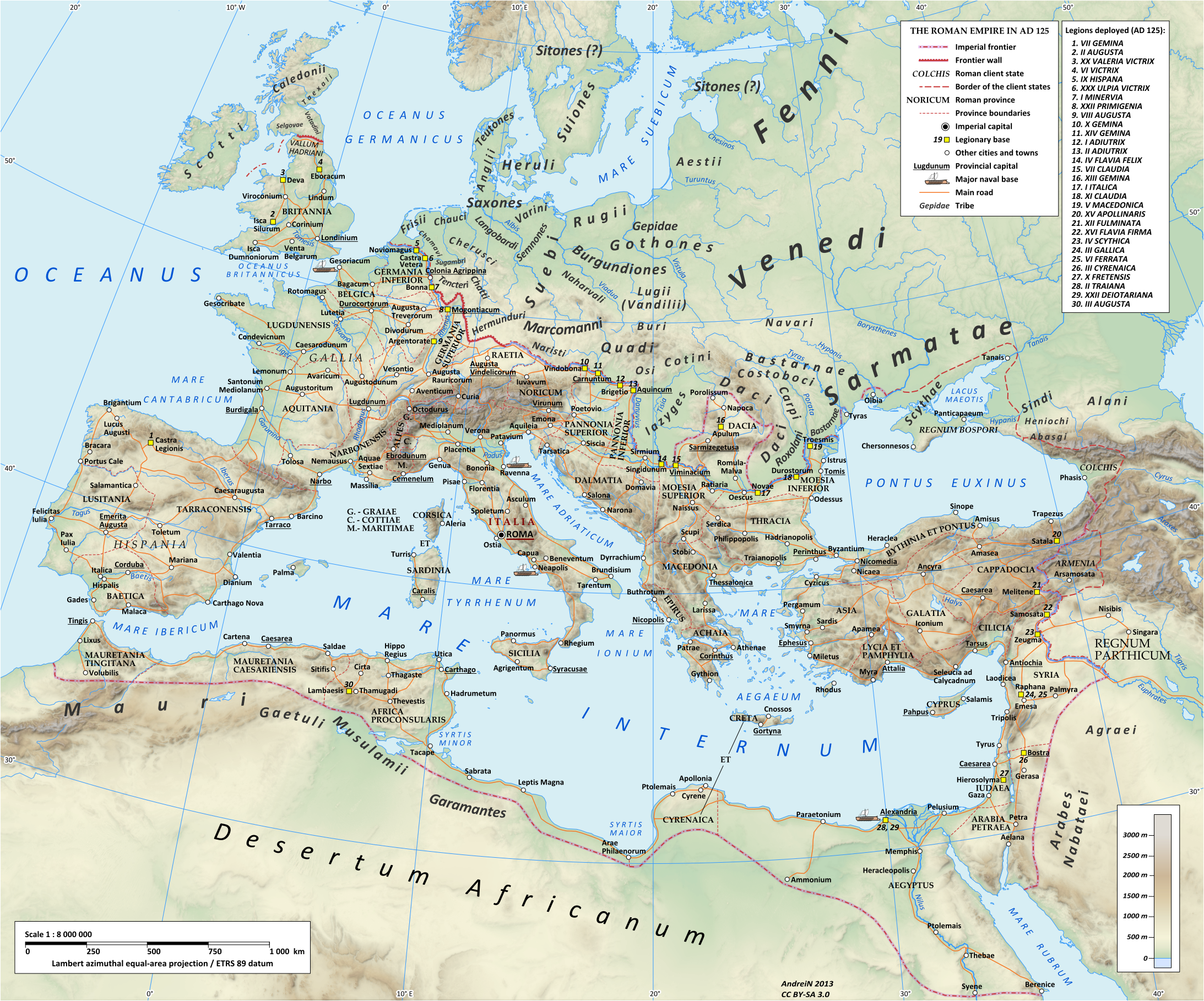
Kaart van het Romeinse rijk onder Hadrianus in 125 n.Chr. York ligt op de plaats waar vroeger Eboracum lag. Daar was VI Victrix vanaf 119 n.Chr. gelegerd.

Legio sexta Victrix ("Zesde Overwinning's Legioen") was een Romeins legioen, opgericht door Octavianus in 41 v.Chr.

## Geschiedenis
De eerste keer dat het legioen in actie kwam was in Perusia in 41 n.Chr. Het heeft ook gediend onder Sextus Pompeius, die Sicilië innam en dreigde de graantoevoer naar Rome stil te leggen. In 31 v.Chr. vocht het legioen in de Slag bij Actium tegen Marcus Antonius. Het volgende jaar was het legioen gestationeerd in Hispania Tarraconensis, in het noordoosten van Spanje, waar het hielp bij Augustus' oorlog tegen de Cantabrii. Deze oorlog duurde van 25 v.Chr. tot 13 v.Chr.
Het legioen bleef bijna een eeuw in Spanje en kreeg de achternaam Hispaniensis. Legionairs uit deze eenheid en Legio X Gemina behoorden tot de eerste inwoners van Zaragoza. Het cognomen Victrix komt uit tijd van Nero, maar Nero was impopulair in de regio. Toen de gouverneur van Hispania Tarraconensis, Servius Sulpicius Galba, zei dat hij Nero wilde afzetten steunde het legioen hem. Galba creëerde Legio VII Gemina en toog naar Rome, waar Nero zelfmoord pleegde.

## VI Victrix in Britannia
In 119 n.Chr. verplaatste keizer Hadrianus het legioen naar het noorden van Britannia om met de al aanwezige legioenen het laatste verzet neer te slaan. Legio VI Victrix loste het gedecimeerde Legio IX Hispana af in Eboracum. In 122 n.Chr. begon het legioen aan de bouw van de Muur van Hadrianus. Deze muur zou gedurende twee decennia de vrede bewaren. Twintig jaar later hielpen ze met de bouw van de Muur van Antoninus. 
In 185 n.Chr. muitten de legioenen in Brittania en kozen hun eigen commandant, Priscus, om de onpopulaire keizer Commodus te vervangen, maar Priscus weigerde. De muiterij werd de kop ingedrukt door Pertinax, die later zelf keizer zou worden nadat Commodus was vermoord.

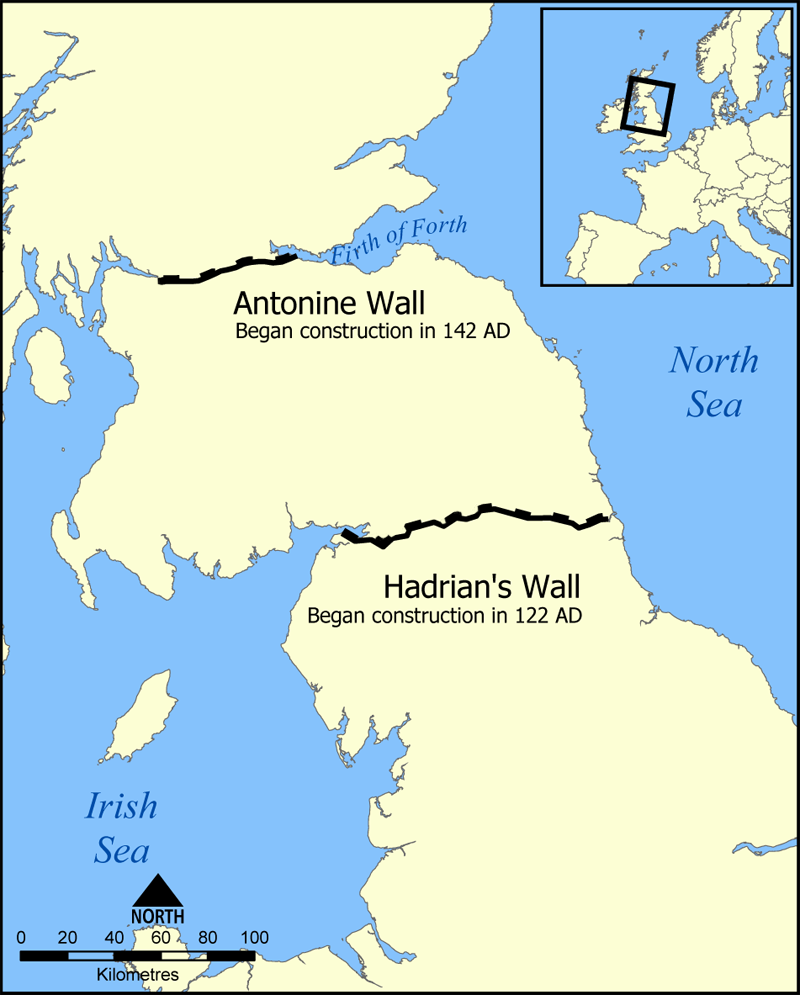
Locatie van de Muur van Antoninus en de Muur van Hadrianus in Schotland en het noorden van Engeland.